# Lune de miel en enfer (film, 2003)
Ne doit pas être confondu avec Lune de miel en enfer (nouvelles).
Pour plus de détails, voir Fiche technique et Distribution.
Lune de miel en enfer, ou La Prisonnière du lac au Québec (Devil's Pond en version originale), est un film américain réalisé par Joel Viertel, sorti en 2003.

## Synopsis
Julianne vient de se marier avec ce qu'elle croyait le meilleur homme de sa vie, Mitch. Pour leur lune de miel, Julianne et Mitch décident d'aller à l'aventure dans une maison au milieu d'un lac situé sur une petite île. Ce qui devait être pour Julianne les meilleurs moments de sa vie va rapidement virer au cauchemar puisque son nouveau mari décide de la retenir prisonnière sur cette île mystérieuse.

## Fiche technique
- Titre original : Devil's Pond
- Titres français : Lune de miel en enfer
- Titre québécois : La Prisonnière du lac
- Réalisation : Joel Viertel
- Scénario : Alek Friedman, Mora Stephens et Joel Viertel
- Production : Jed Baron, Bill Block, John Davis, Patrick F. Gallagher, Carol Gillson, David Glasser, J. Todd Harris, David Hutkin, Seth J. Kittay, Andreas Klein, James Robb, Craig Davis Roth, Jeff G. Waxman et Bob Yari
- Sociétés de production : Davis Entertainment Filmworks et Splendid Pictures
- Budget : 5 millions de dollars (3,79 millions d'euros)
- Musique : Louis Febre
- Photographie : Matthew Jensen
- Montage : Jeff Wood
- Décors : Cabot McMullen
- Costumes : Enid Harris
- Pays d'origine : États-Unis
- Format : Couleurs - 1,78:1 - Dolby Digital - 35 mm
- Genre : Drame, thriller
- Durée : 92 minutes
- Dates de sortie : 16 mai 2003 (festival de Cannes), 16 décembre 2003 (sortie vidéo États-Unis), 17 mars 2006 (sortie vidéo France)

## Distribution
- Kip Pardue (VF : Pierre Tessier ; VQ : Sébastien Delorme) : Mitch
- Tara Reid (VF : Laura Préjean ; VQ : Pascale Montreuil) : Julianne
- Meredith Baxter (VQ : Élise Bertrand) : Kate
- Dan Gunther (VQ : Claude Gagnon) : le prêtre
- Guy J. Graves : le mari de Kate

Source et légende : Version québécoise (V.Q.) sur Doublage Québec.

## Autour du film
- Le tournage s'est déroulé à Kalispell et Libby, dans le Montana.
- Les chansons Wherever You Go et This Close ont été composées et interprétées par Brad Kane.